# Виставка (місцевість Житомира)
Виставка — народний топонім, розмовна назва місцевості Житомира в районі колишньої виставки досягнень народного господарства.

## Розташування
Історична місцевість розташована в Привокзальній частині міста, в межах Київської вулиці та провулків Вацківського, Крилова. В центрі місцевості знаходиться майдан Мистецькі Ворота.

## Історичні відомості
До 1950-х років переважна частина місцевості являла собою вільне від забудови заболочене верхів'я річки Малої Путятинки. Забудова зосереджувалася вздовж Київської вулиці, провулків Вацківського й Криловського та переважно сформувалася протягом кінця ХІХ століття — першої половини ХХ століття. Вацківський провулок являє собою збережену частину стародавнього шляху до села Вацків (нині Глибочиця), а Київська вулиця в районі «Виставки» — збудовану у середині ХІХ століття ділянку шосе із Києва до Брест-Литовська.
У 1950-х роках на осушеній від болота місцевості постала обласна виставка досягнень народного господарства — комплекс з основного та допоміжних павільйонів, кінотеатру «Урожай», парку з двома штучними водоймами, вхідної брами та скульптур. Виставка досягнень народного господарства діяла до 1960-х років. У 1980 — 1990-х роках територія виставки була забудована багатоповерховими житловими будинками. Від колишньої виставки зберіглися вхідна брама та павільйони.